# Comunitat de comunes de la Val d'Essonne
La Comunitat de comunes de la Val d'Essonne (oficialment: Communauté de communes du Val d'Essonne) és una Comunitat de comunes del departament de l'Essonne, a la regió de l'Illa de França.
Creada al 2002, està formada per 21 municipis i la seu es troba a Ballancourt-sur-Essonne.

## Municipis
1. Auvernaux
2. Ballancourt-sur-Essonne
3. Baulne
4. Cerny-sur-l'Essonne
5. Champcueil
6. Chevannes
7. D'Huison-Longueville
8. Écharcon
9. La Ferté-Alais
10. Fontenay-le-Vicomte
11. Guigneville-sur-Essonne
12. Itteville
13. Leudeville
14. Mennecy
15. Nainville-les-Roches
16. Ormoy
17. Orveau
18. Saint-Vrain
19. Vayres-sur-Essonne
20. Vert-le-Grand
21. Vert-le-Petit